# سیمون پولسن
سیمون پولسن (زادهٔ ۷ اکتبر ۱۹۸۴) بازیکن فوتبال اهل کشور دانمارک است.
وی برای تیم ملی دانمارک ۲۴ بازی انجام داده و ۰ گل به ثمر رسانده‌است. پست تخصصی این بازیکن نیز، دفاع است.